# Василиос Томопулос
Василиос Томопулос (на гръцки: Βασίλειος Θωμόπουλος) е гръцки революционер, деец на гръцката въоръжена пропаганда в Македония от началото на XX век.

## Биография
Василиос Томопулос е роден в катеринското село Ритини, тогава в Османската империя. Присъединява се към гръцката пропаганда и действа като четник срещу българските чети, действащи в региона. Скоро става капитан и формира своя собствена въоръжена група, която ръководи. Томопулос става ръководител на местния комитет в Ритини. Действал с четата си в областта на Олимп и Пиерия, като пази гръцкото население от османските жестокости и противодейства на румънската пропаганда сред власите в региона. Четата на Томопулос участва и в прехвърляне на оръжия от Гърция през Пиерия в Македония в подкрепа на гръцката пропаганда.